# HP-model
En HP-model er den simpleste model, der kan beskrive proteinfoldning. Et protein er en fleksibel polymer bestående af flere aminosyrerester, der interagerer med hinanden og med omgivelserne for derved at give proteinet en bestemt udformning kaldet en foldning. Der findes 20 forskellige slags aminosyrer, men i HP-modellen forsimples disse til blot to typer aminosyrer - hydrofobe (H) og polære (P). Systemet simplificeres yderligere ved, at proteinet kun kan eksistere på et diskret gitter - et gitterprotein. I en vandig opløsning vil den mest fordelagtige proteinfoldning da være den, hvor færrest mulige H-aminosyrer er i kontakt med solventet og P-aminosyrerne.
Modellen blev formuleret i 1985 af Ken Dill.